# MDPHP
MDPHP，化学名：1-[3,4-(亚甲二氧基)苯基]-2-(N-吡咯烷基)-1-己酮（英語：3',4'-Methylenedioxy-α-pyrrolidinohexiophenone）是一种含氮有机化合物，化学式C
17H
23NO
3，属于卡西酮衍生物，与MDPV、MDPEP是同系物，1960年代首次合成，2018年列入《非药用类麻醉药品和精神药品名录》。